# عملية حافلة بئر السبع
تفجيرات حافلة بئر السبع هي عمليات استشهادية فدائية قسامية انتقامية تم تنفيذها في وقت واحد على متن حافلات ركاب مستوطنين في بئر السبع داخل الكيان الصهيوني ، في 31 أغسطس 2004. حيث قُتل 16 شخصًا  وأصيب أكثر من 100. أعلنت حركة المقاومة الإسلامية حماس مسؤوليتها عن الهجمات. 

## الخلفية
كان الهجوم الرئيسي السابق على بئر السبع هو الهجوم بالقنابل اليدوية الذي وقع في 19 أكتوبر 1998 على محطة الحافلات المركزية، حيث أصيب 64  عندما ألقى فلسطيني من الخليل  قنبلتين على محطة الحافلات.
خلال الانتفاضة الثانية في أوائل العقد الأول من القرن العشرين، في الوقت الذي تميزت به فترة مكثفة من الهجمات الانتحارية في إسرائيل من قبل المنظمات الفلسطينية المسلحة، كانت بئر السبع مكانًا آمنًا نسبيًا، حيث لم تواجه أي عمليات استشهادية منذ زمن.
في عام 2004 ، وهو العام الذي تم فيه تنفيذ الهجوم، كانت الانتفاضة الثانية تتراجع، ثم تصاعدت التوترات في مارس 2004 ، مع اغتيال زعيم المقاومة الشيخ الشهيد أحمد ياسين . بعد شهر، في أبريل، تم اغتيال ياسين عبد العزيز الرنتيسي . بعد هذين اغتيالان، مرت إسرائيل بأهدأ أربعة أشهر منذ اندلاع الانتفاضة الثانية، والتي انتهت عند تنفيذ تفجيرات حافلة بئر السبع.

## الهجمات
في وقت الهجمات، كانت الحافلات العامة مكتظة بالمدنيين الإسرائيليين وكانت تسير على طول شارع بئر السبع الرئيسي، شارع راجر، بالقرب من قاعة سيتي في مكان مزدحم للغاية.  في الساعة 14:50 مساءً، فجر الفدائي الأول العبوة الناسفة التي كانت مخبأة تحت ملابسه في الحافلة رقم 6 أثناء مرور الحافلة على تقاطع مزدحم في وسط المدينة. بعد دقيقتين، فجر الفدائي الثاني نفسه بينما كان على متن الحافلة رقم 12 التي كانت على بعد حوالي 100 متر من الحافلة الأولى. قوة الانفجار شوهت أطراف العديد من المدنيين، وجعلت من الصعب على السلطات تحديد هوية الضحايا..

### القتلى

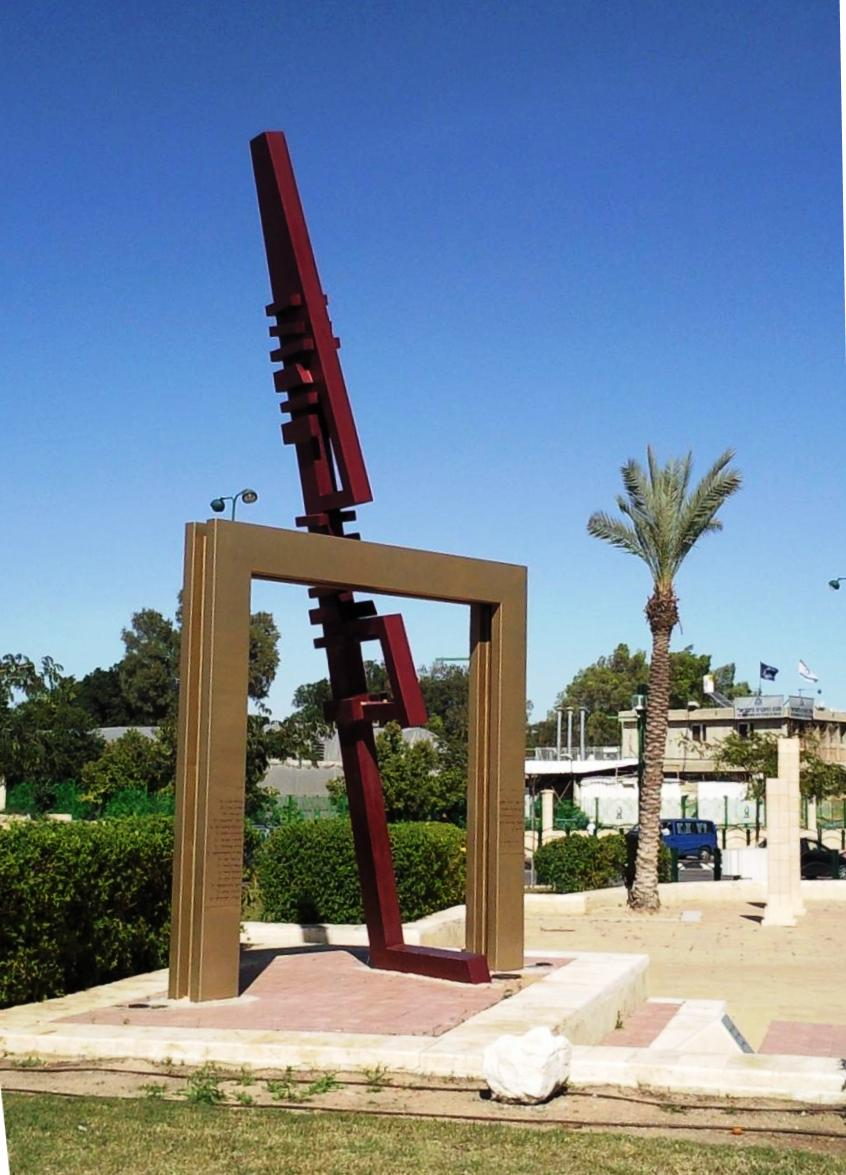
نصب تذكاري في ارض الأحتلال، بني قرب موقع العملية الاستشهادية للقساميان.

كان الكثير من المستوطنين اليهود عائدين من التسوق، في حين كان آخرون من الطلاب الصهاينة عائدين إلى ديارهم من المدرسة.  وفقا لوزارة الخارجية الإسرائيلية، فإن القتلى، كانوا: 
| - شوشانا آموس، 64 سنة، من بئر السبع - أفيل أتاش، 3 سنوات، من بئر السبع - فيتالي برودسكي، 52 عامًا، من بئر السبع - تمارا ديبراشفيلي، 70 عامًا، من بئر السبع - ريسا فورر، 55 عامًا من بئر السبع - لاريسا جومانينكو، 48 سنة، من بئر السبع - دنيس حداد، 50 عامًا، من بئر السبع - تاتيانا كورتشينكو، 49 سنة، من بئر السبع | - روزيتا ليمان، 45 سنة، من بئر السبع - كارين مالكا، 23 عامًا، من بئر السبع - نرجيز أوستروفسكي، 54 عامًا، من بئر السبع - ماريا سوكولوف، 57 سنة، من بئر السبع - رومان سوكولوفسكي، 53 عامًا، من بئر السبع - تيرواينت تاكالا، 33 عامًا، من بئر السبع - إلياهو أوزان، 58 عامًا من بئر السبع - إيمانويل يوسف (يوسف) ، 28 عاماً من بئر السبع |

## المسؤول
بعد الهجمات أعلنت كتائب عز الدين القسام ، الجناح العسكري لحركة حماس ، مسؤوليتها عن الهجمات. رداً انتقامياً لأغتيال قياديي حماس أحمد ياسين وعبد العزيز الرنتيسي من قبل الكيان المحتل.  اتهمت الحكومة الكيان الصهيوني جمهورية سوريا   و «مواقع القيادة في دمشق» بالتورط في الهجوم. 
نشرت حركة المقاومة حماس شريط فيديو بعد الهجوم الفدائي فيه نسيم الجعبري (22 عامًا) وأحمد القواسمي (26 عامًا) ، يرتديان البنادق والملصقات. 

## تفاعل
بعد القصف، خرج ما يقدر بنحو 20.000 من أنصار المقاومة في غزة إلى الشوارع لرفع راية المقاومة ضد الكيان المحتل المغتصب، وداعمين للانتفاضة الفلسطينية المشروعة، وحاملين لربهم شهداء أوطانهم التي تذرف دماً، وسط تأييداً دولياً لما يسمى بدولة إسرائيل. 
ألقى وزير الخارجية الإسرائيلي سيلفان شالوم اللوم على ياسر عرفات لعدم منعه للهجمات المقاومة، ولم يجلب سوى «الإرهاب والشر» منذ عودته إلى الأراضي الفلسطينية . 

## بعد الحادثة
لقد كان الهجوم المميت بمثابة صدمة للكيان الإسرائيلي، لا سيما بسبب حقيقة أن الفدائيين الفلسطينيين تمكنا من الوصول من الخليل في بئر السبع بعد المشي ببساطة عبر خطوط ترسيم الخط الأخضر دون صعوبة. لهذا السبب، وبعد العملية، وفي محاولة لخلق أعذار، أكد العديد من المسؤولين الحكوميين الإسرائيليين، بمن فيهم مفوض شرطة الاحتلال موشيه كرادي، أن وجود حاجز فصل محكم بين إسرائيل والضفة الغربية أمر حيوي لأمن إسرائيل. لم يكتمل الجزء الجنوبي من الجدار الإسرائيلي في الضفة الغربية إلا بعد الهجوم. 
في 26 سبتمبر 2004 ، قُتل عز الدين الشيخ خليل ، أحد كبار أعضاء الجناح العسكري لحركة حماس ، في انفجار سيارة مفخخة في حي الزاهرة بجنوب دمشق في سوريا . وقد تم إلقاء اللوم على عملاء الخونة التابعين لإسرائيل. من الناحية الرسمية، رفضت الحكومة الإسرائيلية الإعلان عن مسؤوليتها، لكن مصادر إسرائيلية لم تكشف عن هويتها اعترفت بشكل غير رسمي بأن إسرائيل اغتالت خليل كرد فعل على تفجيرات حافلات بئر السبع. 

## روابط خارجية
- التفجيرات المزدوجة تقتل 16 في إسرائيل. حماس تدعي المسؤولية - نشرت في صحيفة نيويورك تايمز في 1 سبتمبر 2004
- 16 قتيلاً في تفجيرات انتحارية في حافلات في إسرائيل - نُشر على سي إن إن في 1 سبتمبر 2004
- إرهابيون انتحاريون يفجرون حافلات في جنوب إسرائيل - نُشر على موقع USA Today في 31 أغسطس 2004
- 16 قتيلاً في تفجيرات بئر السبع - نُشر في صحيفة هآرتس في 1 سبتمبر 2004
- كان مفجرو الحافلات في بئر السبع جزءًا من خلية حماس في الخليل - نُشر في صحيفة هآرتس في 1 سبتمبر 2004
- قصف مزدوج للحافلات في بئر السبع - نُشر في 31 أغسطس 2004 على الموقع الإلكتروني لوزارة الخارجية الإسرائيلية